# スーパーマリオギャラクシー2
『スーパーマリオギャラクシー2』（英: Super Mario Galaxy 2）は、任天堂が開発し、2010年5月27日に発売されたWii用3Dアクションゲーム。同年5月23日にはアメリカで、同年6月11日にはヨーロッパでも発売された。

## 概要
前作『スーパーマリオギャラクシー』（2007年）に続く、Wiiの3Dマリオシリーズ第2作目である。同一ハードで3Dマリオが2作品発売されるのは初のことである。E3 2009にて発表された。前作同様、物語はマリオがクッパを追って宇宙を冒険し、クッパに捕らわれたピーチや、パワースターとグランドスターを奪われた宇宙の支配権を取り戻すため各地の銀河を巡る展開となっている。
本作は元々スーパーマリオギャラクシーのバージョンアップ版「Super Mario Galaxy More」として企画されたが、スタッフによる多数の新アイディア追加により、完全新作の続編として開発が拡張され、制作期間は2年半に及んだ。新たにダイナミックな環境変化や多彩なパワーアップ、ヨッシーの登場などが盛り込まれている。
コースの難易度は全体的に高めになっているが、前作よりサポート機能が大幅に強化されているので、初めてプレイする人でも問題なくプレイできる。基本的な部分は前作と共通する部分が多い。今作では前作と比較しヨッシーに乗ることができるようになるなど、様々な新要素が追加されている。また、BGMには前作と同様に生収録によるオーケストラ演奏が採用された。発表当初のロゴは前作と同じロゴの下に赤色の「2」が追加されたものであったが、2010年2月25日に新ロゴが公開され、「2」がロゴの右側に移動しオレンジ色で強調されたものとなった。
セーブデータは前作では6個まで保存できたが、今作では3個までである。また、操作方法やゲームの目的などの説明と開発スタッフによるお手本プレイやスーパープレイなどのプレイ映像を収録されている「はじめてのスーパーマリオギャラクシー2」というDVDが付属している。DVDの付属はWiiのゲームソフトでは初めてのことである。当初はDVDではなく今作のWiiディスクに収録される予定だったが、あえてDVDで再生する方が良いということでDVDに変更した。
スーパーマリオギャラクシー2は高い評価を受け、前作に匹敵またはそれを上回るできだとされ、創造性・レベル設計・ゲームプレイ・音楽・技術的進化が絶賛された。一方でストーリー性の薄さや難易度の高さには賛否もあった。歴代最高傑作の1つとも評され、全世界で700万本超を売り上げたWiiのベストセラーゲームである。
2015年1月15日、Wii Uのニンテンドーeショップでダウンロード版の販売が開始された。

## ゲーム内容
スーパーマリオギャラクシー2のゲームプレイは前作とほとんど同じで、3D惑星を基盤とした立体的なアクションおよびプラットフォームに重点が置かれている。これらは「ギャラクシー」と呼ばれる複数のエリアで構成され、各惑星やギャラクシーごとにテーマや大きさ、地形、気候が異なる。プレイヤーはマリオ（後半では兄のルイージも操作可能（任意））を操作し、「スピン」攻撃やロングジャンプ、壁ジャンプ、各種宙返りなどの特殊アクションが使える。
前作同様、各ギャラクシーを旅してパワースターを集めるのが主な目的であり、ステージクリアや特定の条件を満たすことでスターを獲得し、これを使って新たなステージに進む。さらに、敵や障害物にスター ビッツを撃てる青いスターリング、2Dプレーンでの操作に限定されたステージ、バランスボールエリア、重力の向きを変える矢印など、前作で導入された各種システムも継承されている。

### ステージ構成とレベルデザイン
本作では、『スーパーマリオワールド』や『New スーパーマリオブラザーズ Wii』のようなマップシステムを採用し、ギャラクシー間の移動が可能となっている。このマップは星船マリオという移動型の惑星によってアクセスすることになり、星船マリオはハブワールドとして機能し、能力や新しいステージを解放するごとに拡張される。全体で49の銀河があり、7つの異なる「ワールド」に配分されている。ワールドごとに徐々に難易度が上がっていき、最初の6ワールドの終わりにはボスステージが用意されている（偶数ワールドではクッパ、奇数ワールドではクッパJr.が登場）。各ワールドのボスを倒すことで次のワールドへ進むことができる。全120個のパワースターを集めると、グリーンスターを探す120の追加ミッションが解放される。これらは隠し場所や難所に配置されており、高度な探索と精密な操作が求められる。最終的には合計242個のパワースターが用意されている。
ほとんどのステージには独自のテーマに基づいたユニークな仕掛けやタスクが設定されている。特に、環境が音楽のビートに合わせて変化したり、重力方向や足場が突然変化したり、時間の流れが一時的に遅くなるスイッチが登場するステージも存在する。また、前作で登場した「いたずら彗星」は、今作ではランダム発生ではなく、各ギャラクシーにある「彗星メダル」を入手することで発生条件を満たす必要がある。今回のイタズラ彗星は条件やバリエーションが豊富で、前作では相互に排他的だった挑戦内容が今作では自由に組み合わさって登場する。敵全滅、パープルコイン100枚回収、制限時間内クリア、体力1でのクリア、プレイヤーの動きを真似する「コズミッククローン」から逃げるものなど、多彩なチャレンジが用意され、パズル性や高い戦略性が求められる。

### パワーアップ
スーパーマリオギャラクシーに登場した全ての変身（アイスマリオとフライングマリオを除く）が今作にも登場する。加えて、3種類の新しいパワーアップとアイテムが導入された。スピンドリルは地中を掘り進み、惑星を貫通して反対側に出ることができる。ゴロマリオ岩はマリオが岩のような姿になり、敵や障害物を突き破って進むことができる。クラウドマリオは空中に最大3つまで雲の足場を一時的に生成し、通常届かない場所への移動を可能にする。
特定のステージではヨッシーに乗って操作することができる。ヨッシーに乗っている間はプレイヤーの青いスターリングが赤いポインタに変わり、これを使って対象物を狙いヨッシーの舌でつかんだり操作できる。ヨッシーは舌でギャップを乗り越えたり、レバーを引いたり、ベリーや敵を飲み込んで弾として吐き出すことも可能。また、ヨッシー独自の「ふんばりジャンプ」もできる。また、ヨッシー向けの3種類のパワーアップフルーツがあり、それぞれ一時的な特殊効果が得られる。ダッシュペッパーはヨッシーの移動速度を大幅に上げ、壁や水上を走れるようになる。ふうせんフルーツは一定時間、空中をふわふわと浮遊可能にし、ほたるベリー（バルブベリー）は隠された通路を可視化できる。ダメージを受けるとマリオはヨッシーから振り落とされ、ヨッシーは逃げてしまう。一定時間以内に再び乗らないと、ヨッシーは卵に戻り、特定エリアの巣へと帰ってしまう。

### ガイド機能とマルチプレイ
特定のステージで何度も失敗すると「コズミックガイド」が現れ、プレイヤーはマリオの操作をコンピューターに任せてクリアさせることができる。ただし、この場合はブロンズスターしか手に入らず、パワースターの総数には加算されないため、ゴールドのパワースターを獲得するには自力でクリアする必要がある。また、「ヒントTV」と呼ばれるモニターが各所に設置されており、特定のアクションやパワーアップの使い方などを実演してくれる。
マルチプレイも前作より拡張されている。スーパーマリオギャラクシーでは2PがWiiリモコンで「スターリング」を操作し、敵やアイテムを捕まえたり、スター ビッツを撃ったりできた。スーパーマリオギャラクシー2では、2Pはオレンジ色のチコを操作し、従来の能力に加えて敵に直接攻撃したり、アイテムや1UPキノコまで回収できるなど、より積極的なサポートが可能となった。

## ストーリー
1作目の物語を再構成した本作では、ピーチがマリオを星くず祭（100年に一度、スターピースがキノコ王国の夜空に降り注ぐ祭典）に招待し、一緒にケーキを食べることを提案する。マリオがピーチ城へ向かう途中、迷子になったベビィチコと出会い、すぐに友達となりスピン能力を授けられる。その直後、クッパがグランドスターの力を乱用して巨大化し、ピーチ城を襲撃する。ピーチをさらったクッパは宇宙へ逃げ、宇宙の中心で自身の帝国を再建しようとする。
マリオは2匹のチコに出会い助けを受け、そのうち1匹がスターリングに変身し、マリオを宇宙へ打ち上げる。最初の銀河でパワースターを入手すると、小惑星型の宇宙船に到着し、ルーバという大型の紫チコと出会う。ルーバは宇宙船の動力源がパワースターであり、仲間のチコたちがクッパの襲撃で宇宙船から放り出されたこと、クッパがピーチを誘拐したと説明し、姫救出を手伝うことを申し出る。そして、マリオが新たなパワースターを持ち帰ることを条件に、一時的に宇宙船の所有権をマリオに譲ると告げる。マリオが同意すると、チコたちに宇宙船の再建を支持させ、船はマリオの顔を模した形へと改装される。こうしてマリオは星船マリオを託され、ピーチ救出のため宇宙の中心を目指して旅立つ。
マリオは銀河を巡りパワースターを集めつつ、新種のキャラクターたちと出会い、ヨッシーや前作のスーパーマリオギャラクシーのキノピオ隊、兄のルイージらも仲間に加わる。
宇宙の冒険の中で、マリオは再び父を助けるクッパJr.と2回にわたり対決し、いずれも撃破するが、そのたびに逃げられる。また、クッパとも2度戦うが、これもまた打ち破っても逃げられる。パワースターとは別格の存在であるグランドスターを集めることで、宇宙の異なるエリアへ繋がるポータルが開き、各地の銀河を進む。やがてマリオたちは巨大な発電装置を備えたクッパの母船にたどり着き、それが彗星のエネルギーを吸収している現場に遭遇。マリオはこの船に乗り込み、3度目のクッパ戦へ。再び勝利し、クッパは元の大きさに戻って奈落に落下する。だがグランドスターを手にする直前、クッパが現れ、それを飲み込んで再び巨大かつ強力な姿となる。最後の激戦の末、マリオは流星群を叩きつけてクッパを縮ませ、再度奈落へ落とす。マリオは最後のグランドスターを得てピーチを救出し、星船マリオで帰還。その前にロゼッタと1作目のほうき星の天文台が現れる。ロゼッタはベビィチコを見守ってくれたことにマリオへ感謝し、ベビィチコはマリオの帽子を持ってほうき星の天文台へ戻る。マリオたちはキノコ王国に帰還して祝宴を開き、クッパはまたも生き延びていたものの、コミカルなほど小さくなり怒り狂う。その後、星船マリオがピーチ城上空を飛び、ほうき星の天文台が夜空を横切るシーンで幕を閉じる。

## キャラクター
- マリオ（声：チャールズ・マーティネー）
- ヨッシー（声：戸高一生・サウンド音声）
- ルイージ（声：チャールズ・マーティネー）
- ピーチ姫（声：サマンサ・ケリー）
- ロゼッタ（声：メルセーディス・ローズ）
- チコ
- ルーバ
- ハニークイーン
- キノピオ
- キノピオ探検隊
- クッパ
- クッパJr.

## 開発

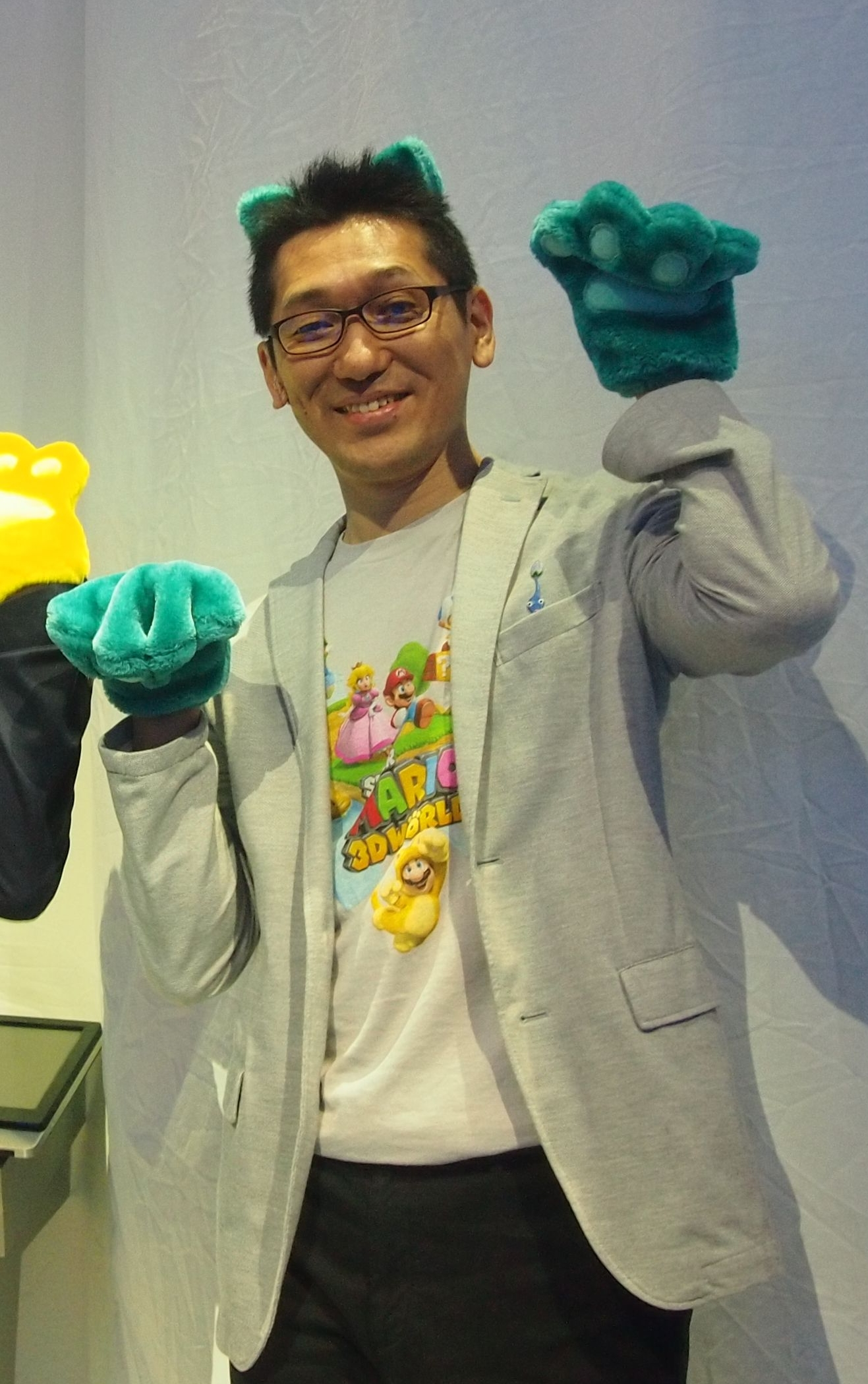
今作のディレクターを務めた林田浩一

スーパーマリオギャラクシーの完成後、宮本茂が開発チームに続編の制作を提案した。当初は前作の惑星のバリエーションを追加するのみで「Super Mario Galaxy More」と呼ばれたり、「マリオギャラクシー 1.5」という仮タイトルで開発が進められ、開発期間も約1年を予定していた。最初に実装されたのは前作でバランスや時間の都合上見送られた要素（ヨッシーやマリオの顔型の惑星など）だった。しかし新要素やアイデアが次々と加わったことで、本格的な続編として展開されることとなり、開発は2年半に及んだ。ディレクターは林田浩一、リードゲームプログラマーは早川健が務めた。早川は、ビジュアル・サウンド担当などプログラマー以外のスタッフでも容易にコース設計できる開発ツールを作成し、多くが最終作にも組み込まれている。
本作を前作と差別化するため、当初は「スイッチング」を全編のコンセプトとし、特定条件でステージ環境が劇的に変化するアイデアが考えられていたが、全面採用は難しく、一部コースのみとなった。また、開発初期には他の任天堂キャラクター（ドンキーコングやピクミン）のカメオ登場案も検討されたが、宮本の「ピクミンはマリオの世界観に合わない、他キャラも不要」との判断で却下された。  
ゲームチュートリアルは、前作経験者への配慮から、任意で活用できる「ヒントテレビ」を採用した。宮本は本作を『ゼルダの伝説 ムジュラの仮面』になぞらえ「同じゲームエンジンを用い、前作の基礎を発展させた続編」と評している。
本作はE3 2009で6月2日に初公開された。宮本茂がプライベートカンファレンスで「開発はかなり進んでいるが、『New スーパーマリオブラザーズ Wii』が2009年末に発売されるため、本作のリリースは2010年中頃まで延期された」と述べている。また、「新要素は全体の95%から99%を占め、残りは前作のスーパーマリオギャラクシーの由来の機能のみ」とも公言した。Nintendo of Americaの社長であるレジー・フィサメィはインタビューで「続編はより高い難度となるだろう」と語り、宮本も『Wired』誌の取材で「前作よりもプロット要素は抑え目になる」と説明した。宮本は当初、New スーパーマリオブラザーズ Wiiで導入された「スーパーガイド」を本作にも搭載する可能性を示唆したが、後に任天堂の上級プロダクトマネージャーのビル・トリネンがこのシステムが独自仕様（コズミックガイド）として実装されたことを明かした。コズミックガイドではロゼッタによく似たおたすけウィッチがマリオを自動操作する。
2010年2月24日のNintendo Media Summit 2010でプレイアブル出展され、2本目の映像とともに北米での発売日（2010年5月23日）が発表された。日本・ヨーロッパ・オーストラリア版には、基本操作や上級テクニック解説用の「映像付き取扱説明書DVD」が同梱された。声優陣は前作から引き続き担当し、クッパ役のスコット・バーンズや、ルーバとジュゲム役のDex Manleyらが参加している。
2015年1月、任天堂の社長である岩田聡がNintendo Directでスーパーマリオギャラクシー2を含むWiiタイトル（『パンチアウト!!』『メトロイドプライム トリロジー』など）のWii U向けダウンロード版配信を発表、同年1月14日より販売開始された。

### 音楽
前作のスーパーマリオギャラクシーと同様に、スーパーマリオギャラクシー2でも交響楽団（スタッフロール上では「マリオギャラクシーオーケストラ」）による専用の楽曲が制作・演奏された。開発初期のマリオギャラクシー 1.5という企画段階では、前作と異なる音楽を用いる予定はなかったが、ゲームが進化するにつれ、サウンドチーム（横田真人率いる）は新しいゲームプレイに合う楽曲が必要だと判断した。録音の難しさからオーケストラ起用にはためらいもあったが、総合プロデューサーの宮本茂は即座に許可したという。横田によれば、宮本は「プレイヤーはオーケストラサウンドを期待している」と感じていた。また、宮本は前作の楽曲アレンジも入れるべきだと提案し、これにより本作のサウンドトラックは新曲・ギャラクシーやシリーズ過去作（『スーパーマリオワールド』『スーパーマリオ64』等）のアレンジが混在する構成となっている。なお、永松亮（『マリオカートWii』『Wii Sports Resort』『New スーパーマリオブラザーズ Wii』等）も本作で9曲を提供している。
近藤浩治は指揮に60名のオーケストラ奏者（前作より10名多い）を起用し、さらにビッグバンド編成（トランペット、トロンボーン、サックス、ドラム等）として追加で10名を加え、合計70人の演奏となった。オーケストラの指揮は、2002年の『大乱闘スマッシュブラザーズ』コンサートで知られる竹本泰蔵が担当し、近藤はスーパーバイザーとして5曲を作曲している。サウンドトラックは日本のクラブニンテンドー会員向けに全70曲収録の2枚組CDとして頒布された。

## 評価

### 批評家による評価
前作同様、スーパーマリオギャラクシー2は主要なゲームメディアから高い評価を受け、独創性や前作からの技術的進化が数多く称賛された。多くのレビュアーは本作が前作に匹敵、あるいはそれを上回る出来だと認めており、GameRankingsおよびMetacriticでの平均評価はともに97/100と、歴代でも最高レベルのスコアとなっている。
『GameSpot』のTom McSheaは本作を「プラットフォーマーの新たな基準」と評価し、10点満点を与えた。これは同サイト史上7作目の満点となる。その他にも満点を付けたのは、『Edge』で「これはジャンルを再定義するゲームではない。これはジャンルを丸ごと包み込んでしまい、封じ込めるゲームだ」と評した。『IGN』のCraig Harrisは「クラシックなビデオゲームの魅力を完璧に捉えている。この理由こそが多くの人がゲームを始めたきっかけだ」と感じた。IGNは後にスーパーマリオギャラクシー2を「Top Modern Games」リストの4位に位置づけ、Wii史上最高のゲームとした。『The Escapist』の編集者であるSusan Arendtも「確立されたフォーミュラをあまり変えていないが、それこそが私たちが求めていたことだ」と述べている。『GameTrailers』は「ほとんどすべての人のために素晴らしいものが用意されている。このようなゲームは稀だ」とコメントした。『GameSpy』のRyan Scottは本作が前作のスーパーマリオギャラクシーよりも遥かに優れていると評価し、「あらゆる観点からジャンルが探求されたシリーズでありながら、マリオ作品はプラットフォーマーの本質やあるべき姿について新しい見方を提示し続ける」と述べている。
『Giant Bomb』のRyan Davisは特に進化したレベルデザインを称賛し、デザイナーたちは「より大胆かつ、最初のギャラクシーの基調を築いた惑星や抽象的なプラットフォーミングにおいて、奇妙なリスクをより積極的に取るようになった」と述べた。『Wired』のChris Kohlerは、レベルのコンセプトだけでも「単独のゲームになるほどだ」とコメントした。さらに、『1UP.com』のJustin Haywaldは拡張されたサウンドトラックを「壮大」とした。『X-Play』の編集者であるAndrew Pfisterはスーパーマリオギャラクシー2に5/5を与え、「20年にわたるマリオゲームの集大成が一つの見事な、創造的プラットフォーマーに結実した」と評した。
こうした評価の一方で、一部批評家は難易度の増加や前作のスーパーマリオギャラクシーとの類似性に対して苦言を呈した。『Official Nintendo Magazine』のChris Scullionは「Wiiの新たな最高傑作」としつつも、オリジナルほどのインパクトはないと述べた（ただし、元の作品の完成度ゆえ極めて難しいことであることも認めている）。『Game Informer』の編集者であるMatt Helgesonは、一部のやりごたえが「苛立たしさ」を感じさせる可能性を懸念し、特に終盤にそれが顕著であるとした。同様に『GamePro』のBen PerLeeは「難易度の上昇と高い熟練度の要求が新規ファンを遠ざける可能性がある」と述べた。しかし、『Worthplaying』の編集者であるChris DeAngelusはゲームの難易度を称賛し、「ほとんどの場面でミスが悪いデザインによるものではなく、プレイヤー自身のミスと感じられるため、苛立ちが軽減されている」とした。『McShea』は本作が「前作より遥かに洗練されている」とし、「物語について最も良い点は、ほとんど背景に徹していること」と述べている。『Kohler』は物語の簡略化について「ゲームプレイに集中するための意図的なもの」としつつも、「ギャラクシーでマリオチームは実に優れたストーリーテリング能力を持っていることを示し、それをゲームプレイを邪魔しない方法で実現していた。今回はその才能が無駄になっているように感じる」と述べた。
Wiiチャンネル「みんなのニンテンドーチャンネル」内での「みんなのおすすめ」では、全年齢対象の平均評価で評価中最高の「プラチナランク」を獲得した。

### 売上
日本ではスーパーマリオギャラクシー2は発売初日に14万3000本、初週で34万本を売り上げた。この数字は、前作のスーパーマリオギャラクシーの同期間売上（25万本）より約9万本多い。北米では2010年5月の1か月間で65万本の売上を記録した。イギリスでは2010年6月26日終了週に、マルチプラットフォーム作品で全体3位、1機種のみのタイトルとしては1位となった。2010年7月16日時点で全米累計100万本を突破。2011年4月時点で世界累計636万本以上が販売されている。

### 受賞歴
スーパーマリオギャラクシー2は2010年に『Nintendo Power』、『GamesMaster』、Official Nintendo Magazine、Edge、『GamesTM』、『Destructoid』、Metacriticなど複数のメディアから「ゲーム・オブ・ザ・イヤー」を受賞した。また、IGN、GameTrailers、GameSpot、1UP.comなど、数多くのメディアから「Wii ゲーム・オブ・ザ・イヤー」にも選出された。2010年12月時点でIGNは前作を超えてスーパーマリオギャラクシー2をWiiのトップゲームに選出した。さらに2012年3月号のOfficial Nintendo Magazineでは「史上最高の任天堂のゲーム」として100作中第1位にランクインした。また、2010年のSpike TV Video Game Awardsでは「ベストWiiゲーム」にノミネートされた。また2011年のKids' Choice Awardsでは「Favorite Video Game」にノミネートされたが、『ジャストダンス2』に敗れた。さらに、第14回Interactive Achievement AwardsではAcademy of Interactive Arts & Sciencesから「Outstanding Achievement in Gameplay Engineering」にノミネートされた。